# Jiří Pauer
Jiří Pauer (Libušín, 22 de febrero de 1919 – Praga, 28 de diciembre de 2007) fue un compositor checo.

## Biografía
Pauer estudió primero con Otakar Šín y, posteriormente, de 1943 a 1946, en el Conservatorio de Praga con Alois Hába, y finalmente con Pavel Bořkovec en la Academia de Artes Escénicas de Praga. Posteriormente, impartió clases durante muchos años en la Academia, donde entre sus alumnos se encontraba el compositor Jiří Gemrot. Compuso numerosas piezas, muchas de las cuales se centran en los instrumentos de metal, sinfonías y otras piezas para orquesta, un concierto para fagot, un concierto para trompa y un concierto para trompeta, piezas de música de cámara y piezas para piano. Su ópera Zdravý nemocný, basada en El enfermo imaginario de Molière, se estrenó en el Teatro Nacional de Praga el 22 de mayo de 1970.
En 1989, Jiří Pauer fue destituido de su cargo de director general del Teatro Nacional de Praga debido a su apoyo a las políticas del antiguo gobierno comunista checoslovaco. Pauer había cerrado las puertas del personal de los Teatros Nacional y Smetana el 17 de noviembre de 1989 para impedir que las compañías de ópera, ballet y teatro realizaran funciones de protesta. Tras una huelga de tres semanas, Pauer fue sustituido por Ivo Žídek.

## Selected works
- Zuzana Vojířová ópera, 1958
- Concerto para fagot y Orquesta, 1949
- Concerto para cuerno y Orquesta, 1957
- Wind Quintet, 1961
- 12 Duets para viola y violonchelo, 1969–1970
- Concert Music, 1971
- Concerto para trompeta y Orquesta, 1972
- Trompetina para trompeta y Piano, 1972
- Trombonetta para trombón y Piano, 1974–1975
- Intrada para 3 pianos, 3 trompetas y 3 Trombones, 1975
- Tubonetta para Tuba y Piano, 1976
- Hymn for communist party, 1977
- Characters para quinteto de metal, 1977–1978
- 12 Duets para 2 trompetas (o cuernas), 1983
- Trio para 3 cuernas, 1986